# OpenCritic
OpenCritic是电子游戏评论聚合网站。网站会收集众主流游戏媒体对各款游戏的评论，并计算该游戏的平均得分。网站还提供其他数据，如推荐该游戏的媒体百分比、游戏在OpenCritic的排名。网站由Matthew Enthoven、Charles Green、Aaron Rutledge和Richard Triggs创办。